# Octávio Costa
Octávio Floro Barata Costa, conhecido como Octávio Costa, é um jornalista e advogado brasileiro, presidente da Associação Brasileira de Imprensa (ABI) .

## Biografia
Filho de Álvaro Alves Costa e de Rafaela Cecília Barata, é neto de Hamilton Barata, combativo jornalista próximo da Aliança Nacional Libertadora.
Iniciou sua carreira jornalística em 1972, passando por veículos de grande relevância da imprensa brasileira. Atuou como repórter e editor nas redações de O Globo, Veja, Jornal do Brasil e Exame. Também exerceu funções de liderança na IstoÉ, Manchete, Forbes Brasil e IstoÉ Dinheiro. Sua trajetória inclui ainda a direção da Agência JB de Notícias .
Além das redações, Costa teve experiências na área institucional, com passagens pela Bolsa de Valores do Rio de Janeiro, Bovespa e pelo Superior Tribunal de Justiça, onde atuou como assessor e chefe de comunicação. Em 2012, assumiu a diretoria-adjunta do Brasil Econômico no Rio de Janeiro e, em 2013, tornou-se editor-chefe da publicação na capital fluminense. Entre os anos 1984 e 1992, se destacam suas atividades sindicais como vice-presidente da Federação Nacional dos Jornalistas (FENAJ) e como diretor cultural do Sindicato dos Jornalistas Profissionais do Estado de São Paulo .

## Associação Brasileira de Imprensa
Em 29 de abril de 2022, foi eleito como presidente da Associação Brasileira de Imprensa (ABI)  .
Em 2023, integrou a equipe de transição de comunicação social do governo Lula .
Durante seu primeiro mandato, realizou importantes eventos na ABI, entre eles: 
"Allende Não se Rende", em memória dos 50 anos da morte de Salvador Allende, presidente do Chile, em parceria com a Fundación Salvador Allende   .
Ato-entrevista com John Shipton, pai de Julian Assange, e exibição do trailer do filme Ithaka.  
Ato pelos 60 anos do Comício da Central, que contou com a presença da viúva, da filha e das netas do ex-presidente João Goulart – Maria Thereza, Denise, Bárbara e Isabela.  
O Ato "O legado de Vargas – o estadista que plantou as raízes do desenvolvimento e da soberania nacional" em memória dos 70 anos da morte de Getúlio Vargas e o seu legado. O ato contou com a presença de familiares, historiadores, economistas, lideranças partidárias e sindicalistas. O bisneto de Vargas, Jonathan Vargas, representou a família. 
Em 25 de abril de 2025, foi reeleito presidente da ABI para a gestão 2025/2028 .

## Prêmios
Octávio Costa é vencedor de alguns dos mais relevantes prêmios de jornalismo do Brasil. Entre eles, dois Prêmio ExxonMobil de Jornalismo: o primeiro em 1980, na categoria Regional Sudeste pela matéria Caso Vale publicada no Jornal do Brasil ; e o segundo em 2004, na categoria Especial de Primeira Página, com a reportagem Ministro Berzoini: "Eu odeio filas", ambos em trabalho de equipe .
Foi ainda reconhecido com Menção Honrosa no Prêmio Vladimir Herzog de Anistia e Direitos Humanos, em 1985, pela matéria Cubatão, uma tragédia brasileira, publicada na Revista Exame .